# Svatý Jan Křtitel (da Vinci)

Obraz Svatý Jan Křtitel

Svatý Jan Křtitel je obraz namalovaný italským renesančním umělcem Leonardem da Vincim kolem roku 1513.
Dílo patří k umělcovým posledním obrazům. Pochází z Leonardova římského působení. Představuje Jana Křtitele se sotva viditelnými atributy: křížem a oděvem z velbloudí srsti. Na diváka se dívá milá tvář mladého muže s úsměvem, připomínajícím úsměv Mony Lisy. Důležité je gesto pravé ruky. Symbolizuje Janův úkol zvěstovatele Kristova příchodu a fakt, že člověk pouze křtem dosáhne spasení v nebi.
Obraz patří k nejdiskutovanějším Leonardovým dílům. Je kupříkladu zjevné, že Janovy rysy jsou zženštilé. Šlo o typickou Leonardovu metodu, kdy muži dostávají ženské rysy a naopak ženy jsou ženských rysů zbavovány. Tento autorův androgynní ideál bývá dáván do souvislosti se spekulacemi o Leonardově homosexualitě.
V roce 1516 Leonardo opustil Itálii, aby se na zbytek života usadil ve Francii. Obraz putoval s ním a po jeho smrti se stal majetkem francouzského krále Františka I. Dnes patří k vzácným exponátům pařížského Louvru.